# Мухомор (журнал)
Мухомор — советский еженедельный сатирический журнал. Выходил в Петрограде в 1922—1923 годах в частном издательстве «Кругозор».

## История
Первый номер был выпущен в апреле 1922 года. Всего в свет вышло 15 номеров. Редколлегию составляли В. В. Воинов, И. М. Железнов, Л. Г. Бродаты, В. И. Козлинский. Журнал сплотил вокруг себя беспартийную интеллигенцию из литературно-художественных кругов Петрограда, не вполне понимавшую суть нэпа, отчего, наряду с критикой спекуляции нэпманов, встречались и наскоки на народное правление. Редакция считала, что российская власть не борется с широко развернувшейся мелкобуржуазной стихией, сдаёт позиции «торжествующей свинье — буржуазии».
Журнал ориентировался прежде всего на «культурного», интеллигентного читателя, красуясь перед ним некоей особенной оппозиционностью, «смелостью» и «независимостью» от властей, критикой советских руководителей. Тем не менее журнал всячески поддерживал и приветствовал действия советской власти, направленные на скорейшее восстановление народного хозяйства.
Немало внимания уделялось внешней политике: одобрялись успехи дипломатии Страны Советов, которая отстаивала свои права и интересы на международных конференциях и разоблачала происки всемирных капиталистов. Осмеянию подвергалась грабительская суть колониальной политики стран Антанты наряду с всяческими происками врагов молодой Советской республики. Много шпилек и насмешек отпускалось по адресу российской творческой интеллигенции, оказавшейся среди белоэмигрантов.
Журнал отличался разными сатирическими жанрами с заметным влиянием старорежимной буржуазной юмористики со всей её любовью к сенсационностьи, саморекламе, кокетству перед читателем. Чисто внешне и неглубоко показывались малозначительные стороны современной жизни. Таковые аспекты деятельности издания в немалой степени были обусловлены составом сотрудников, многие из которых принадлежали к старшему поколению, сформировавшемуся ещё при царском режиме и начинавшему свою карьеру в буржуазных юмористических журналах, таких например как «Будильник», «Стрекоза», «Шут» и т. п.
В литературном отделе работали А. Д’Актиль (А. Френкель), М. Андреев, Л. Андрусон, Ф. Благов, О. Блотерманц (Скиталец-Яковлев), В. Воинов, Д. Гликман (Дух Банко), Я. Годин, М. Гофман, А. Грин, И. Гриневская, И. Гуревич, Е. Дольский, И. Железнов, В. Заволода, М. Зощенко, В. Каверин, И. Карпатов, С. Кожевников, М. Кузмин, Н. Лернер, Л. Лесная (Лидия Озиясовна Шперлинг), Л. Лунц, А. Моржов, С. Нельдихен (С. Ауслендер), Н. Оцуп, Б. Пильняк (Б. Вогау), Е. Полонская, В. Пяст, С. Родов, М. Слонимский, Я. Соскин (Дядя Яша), С. Тимошенко, Н. Тихонов, С. Уманский, К. Федин, А. Флит, О. Форш, Д. Цензор, В. Черний / Черный (Н. Бренев), В. Шишков, И. Ясинский и другие. Из заграничных изданий перепечатывались рассказы Аркадия Аверченко.
В художественном отделе издание иллюстрировали художники Ю. Анненков, Л. Бродаты, В. Козлинский, Н. Кузьмин, Н. Лапшин, С. Лебедева, Г. Пессати (Дымшиц-Толстая, Софья Исааковна), А. Радаков, Н. Радлов, И. Троицкий и др. Иногда перепечатывались карикатуры из немецкого Simplicissimus’а и некоторых других изданий.